# 塚本怜美
塚本 怜美（つかもと れみ、1992年4月6日 - ）は、東京都出身の元タレント。プラチナム・パスポートに所属していた。

## 来歴・人物
- 3人兄妹の長女（妹と弟がいる）。
- 以前はウェブカムプロモーションに所属し「川瀬 理香（かわせ りか）」の名前で活動。2007年2月、サンケイスポーツの新人発掘サイト「サンスポドキュメント・アイドルスカウト」から生まれたアイドルユニット“ゆめ☆たまご”の第2期メンバーとして加入し、2008年10月29日の解散まで活動した。
- 2010年、プラチナム・パスポートに移籍。同年3月より東京ヤクルトスワローズのダンスユニット「Swallows Wings」の第2期メンバーとして活動した。
- 一時期、ゆめ☆たまごで同期だった久保萌と共に「Pure Girls」（ピュアガールズ）としてライブ活動も行ったことがあった[1]。
- 2013年にプラチナムを退所後は美容師に転身[2]。渋谷区にあるヘアサロン「RISEL」（リゼル）に勤務している[3]。
- 趣味は音楽鑑賞。特技はテニス、空手、ダンス。

## 参加作品
- DVD「ひなっ娘学園～学校大好き!～」（2008年3月21日発売・コスミック出版）

## 関連人物
- 立木聖美 - ゆめ☆たまご時代の同期メンバー。